# Living in America
Living in America ist ein Lied von James Brown aus dem Jahr 1985, das von Dan Hartman und Charlie Midnight geschrieben wurde. Der Song ist aus dem Film Rocky IV – Der Kampf des Jahrhunderts bekannt.

## Geschichte
Der Song wurde für den Film Rocky IV – Der Kampf des Jahrhunderts geschrieben, darin singt James Brown den Titel vor einem Kampf zwischen Apollo Creed und Ivan Drago. Aufgrund des Erfolges des Films brachte dies einen späten Popularitätsschub für Brown.
Der Titel wurde als Single im November 1985 veröffentlicht. Es wurde ein Nummer-eins-Hit in Belgien und Browns erster Top-Ten-Hit in Großbritannien. Brown gewann damit bei den Grammy Awards 1987 in der Kategorie Beste männliche Gesangsdarbietung - R&B.
Der Hit ist 4:42 Minuten lang und erschien auf dem Album Gravity. Auf der B-Seite der Single ist eine Instrumentalversion des Liedes.

## Mitwirkende
- James Brown – Gesang
- Stevie Ray Vaughan – Leadgitarre
- Dan Hartman – Gitarre, Keyboard, Begleitgesang
- T. M. Stevens – Bassgitarre, Begleitgesang
- Ray Marchica – Schlagzeug
- The Uptown Horns (Arno Hecht, Bob Funk, Crispin Cioe, Paul Litteral) – Blasinstrumente

## Musikvideo
Die Handlung des Musikvideos besteht aus verschiedenen zusammengeschnittenen Szenen. In einer Szene gibt James Brown ein Konzert, in der anderen sieht man Aufnahmen der Vereinigten Staaten und nebenbei sind auch einige Szenen des Rocky-IV-Filmes zu sehen.

## Chartplatzierungen
| ChartsChartplatzierungen       | Höchstplatzierung | Wochen |
| ------------------------------ | ----------------- | ------ |
| Deutschland (GfK)              | 12 (15 Wo.)       | 15     |
| Schweiz (IFPI)                 | 9 (14 Wo.)        | 14     |
| Vereinigte Staaten (Billboard) | 4 (19 Wo.)        | 19     |
| Vereinigtes Königreich (OCC)   | 5 (10 Wo.)        | 10     |

| ChartsJahrescharts (1986)      | Platzierung |
| ------------------------------ | ----------- |
| Vereinigte Staaten (Billboard) | 65          |

## Auszeichnungen für Musikverkäufe
| Land/Region                  | Auszeichnungen für Musikverkäufe (Land/Region, Auszeichnung, Verkäufe) | Verkäufe |
| ---------------------------- | ---------------------------------------------------------------------- | -------- |
| Kanada (MC)                  | Gold                                                                   | 50.000   |
| Vereinigtes Königreich (BPI) | Silber                                                                 | 200.000  |
| Insgesamt                    | 1× Silber · 1× Gold ·                                                  | 250.000  |

## Coverversionen
- 1986: Weird Al Yankovic – „Living With A Hernia“[9]
- 1998: Survivor
- 2003: Chuck D